# 1946年新化地震
1946年新化地震，也被稱為1946年台南地震或新化大地震，是指1946年12月5日於中原時間早上6時47分（协调世界时4日22時47分）在台南縣新化鎮（今台南市新化區）一帶因新化斷層錯動而發生的黎克特制6.1級地震，台灣全島都能感受到搖晃。這場地震也帶走台灣74條人命，在台灣於發生20世纪的地震中劇烈程度排名第八。

## 詳情
地震發生於中原時間1946年12月5日（星期四）早上6點47分（协调世界时4日22時47分），當時是清晨時分，當地部份民眾已起床刷牙及準備早餐。是次地震強度為黎克特制6.1級，深度為5（3英里），震央位於台南縣新化鎮，由菲律宾板块與欧亚大陆板块擠壓，導致新化斷層錯動所造成，屬淺層地震。據一次野外調查顯示，新化斷層走向呈北偏東70至80度，屬右移斷層，斷層東自那拔林，延著西南偏西走向到鹽行附近，長約12（7英里）。當地政府的地質學家相信這個斷層在全新世時期期間已活躍數次，目前亦尚在活躍中。這次地震所帶來的餘震不多，唯一一次有感餘震發生於12月17日在白河鎮（今白河區）一帶，強度為黎克特制5.7級，但無造成傷亡。而地裂部分已成為一條溪溝，位於現今新化地政事務所旁中央橋下。

## 災害統計
根據中央氣象局的紀錄，地震共造成74人死亡，200人受重傷，274人受輕傷。另有民房全倒1,971棟，半倒及損壞者則有2,084棟，是為當時台南縣84年來最嚴重的地震 ，新化鎮、新市鄉（今新市區）與永康鄉（今永康區）一帶災情尤為嚴重。在新市鄉新市村、埔子村有部份民房倒塌或傾斜，永康鄉的烏水橋村亦有同樣情況。
在永康鄉車行村（今王行里）的自來水管總管線橋樑因下墜而損毀，有2座總水管橋受影響，全長約1.5（1英里），水管橋上的水管遭到震斷，水管橋以南的地下水管要道亦受損，造成台南市區缺水，當地自來水公司隨即派員作緊急搶修，一個多月後才告修復。
在台南縣中部亦有發生土壤液化和噴砂、噴泥、噴水等砂沸現象，以致永康車站一帶的鐵路路軌、新市鄉與新化鎮之間的縣道177號、新化鎮一帶的農地、大目降橋（今大目橋）、思橋（今深坑橋）等的橋樑受到破壞，在農業與交通上損失甚重。

## 後續
2010年3月4日，高雄縣桃源鄉（今高雄市桃源區）發生黎克特制6.4級地震，當時新化斷層所經過的新化鎮北勢里和山腳里五甲勢，再次出現砂沸現象。前台南縣新化虎頭埤風景區經理何岳霖於4月8日表示，新化再次發生地震的機會率高。

## 參看
- 1964年白河地震
- 2010年甲仙地震
- 2016年高雄地震

## 外部連結
- 1946年新化地震介紹頁，中央氣象局